# Cinema en curs
Cinema en curs és un projecte pedagògic que apropa el cinema a escoles i instituts a través de l'elaboració de curts cinematogràfics per part dels alumnes. Els tallers són dirigits a alumnes d'entre 3r de primària i 2n de Batxillerat.
El projecte està emmarcat dins l'associació A Bao A Qu.

## Objectius[4]
El projecte té definits dos objectius principals:
- "Propiciar el descobriment per part de nens i joves del cinema entès com a art, creació i cultura".
- "Desenvolupar les potències pedagògiques de la creació cinematogràfica en el context educatiu".

## Història[4]
El projecte cinematogràfic va iniciar-se en set centres educatius a Catalunya l'any 2005.
Actualment, també té presència a Madrid, Galícia, Euskadi, Argentina, Xile i Alemanya.
L'any 2013 començà el projecte a Argentina (Cine en curso a Córdoba), Madrid (Cine en curso a Madrid) i Galícia (Cinema en curso a Galícia).
Un any després a Xile (Cine en curso a Xile) i l'any 2016 arribà al país europeu d'Alemanya amb el Film macht Schule a Alemanya (Brandenburg i Berlin).
El2017, també es va iniciar projecte de cinema al Pais Basc (Zinema (h)abian a Euskadi).
El projecte de cinema en curs també fou el “punt de partida de ‘Moving Cinema’, un projecte europeu liderat per A Bao A Qu i iniciat el 2014 amb el suport d'Europa Creativa en la línia de MEDIA – Audience development. A més a més, ‘Cinema en curs' participa en altres projectes europeus com ‘Le cinéma, cent ans de jeunesse’(Cinémathèque française) i CinEd (liderat per l'Institut français).”

## L'equip[7]
Direcció Núria Aidelman, Laia Colell
Coordinació Dani Molina, Laia Montañà, Glòria Puertas, Palmira Sabaté, Jan Ugarte
Galícia Mónica García (Filmoteca de Galicia), Lucía Vilela
Madrid Jonás Trueba
Alemanya Claudia Ziegenfuß, Philipp Fröhlich (Kijufi)
Chile Felipe Correa (Asociación Gaticine)
Col·laboradors Anna Fabra, Agnès Sebastià, Sònia Balcells, Isabel Ribera, Maria Roig

### Cineastes participants
CATALUNYA Alba Bresolí, Blanca Camell Galí, Jaume Claret Muxart, Meritxell Colell, Raquel Cors, Alba Cros, Verònica Font, Pablo García Pérez de Lara, Pep Garrido, Mikel Gurrea, David Gutiérrez Camps, Martín Gutiérrez, Daniel Lacasa, Nico Martínez Millán, Jordi Morató, Pablo Paloma, Sergi Portabella, Jaime Puertas, Carla Simón, Nely Reguera, Celia Rico, Berta Vicente VALÈNCIA Fran Ruvira, Daniel Tornero MADRID Miguel Ángel Delgado, Abel García Roure, David Martín de los Santos, Lola Mayo, Óscar Pérez, Ana Serret, Jonás Trueba, Lorena Tudela GALICIA Xacio Baño, Jaione Camborda, Eloy Dominguez Serén, Marcos Flórez, Otto Roca, Ángel Santos, Alejandro Tarraf EUSKADI Irati Cano, Irati Gorostidi, Pello Gutiérrez, Malen Nicholson, Maider Oleaga ANDALUSIA Maite García Ribot BRANDENBURG Bruno Derksen, Alejo Franzetti, Philipp Fröhlich, Sebastian Heidinger, Therese Koppe, Henrike Meyer, Caroline Pitzen, Annegret Sachse, Ljupcho Temelkovski, Clara Trischler CHILE Teresa Arredondo, Ana Asúa, Felipe Correa, Esteban Cruz, Evaristo Jarawi, Pablo Maureira, Patricio Ortiz, Juan Pablo Sallato, Guillermo Söhrens, Raúl Venegas, Francisca Zapata.
Edicions anteriors Mercedes Álvarez, Carolina Astudillo, Pablo Baur, Xavier Casas, Constanza Contreras, Maider Fernández Iriarte, Gina Ferrer, Alejo Franzetti, Lluís Galter, Marta Lallana, Alex García, Maïa Gardès, Óscar de Gispert, Miguel Mariño, Marc Gómez del Moral, Jimena González, Sara Gutiérrez, Matías Herrera, Francisco Hervé, Mireia Ibars, Isaki Lacuesta, Joan López Lloret, Marcos Marín, Manuela Martelli, Coralie Martin, Víctor Moreno, Helena Nogué, Óscar Pérez, Elisabeth Prandi, Miquel Àngel Raió, Antonia Rossi, Guillermo Salinas, Dominga Sotomayor, LjupchoTemelkovski, Diana Toucedo, Antonio Trullén, Goizeder Urtasun, Arnau Valls, Gonzalo Verdugo, Javier Zoro.

## Films del projecte[8]
Es poden visualitzar tots els films realitzats durant el projecte (des de les edicions de l'any 2005 fins a les actuals) a la pàgina web del projecte.